# Persea indica
Persea indica is een groenblijvende boom uit de laurierfamilie (Lauraceae), die endemisch is in Macaronesië, waar deze voorkomt op de Canarische Eilanden, Madeira en de Azoren.
De boom is een leverancier van Madeira-mahonie, een roodbruine houtsoort. Het is een belangrijke component van het inheemse laurierbos of laurisilva.

## Naamgeving enetymologie
- Engels: Indian persea
- Spaans: Viñátigo

De geslachtsnaam Persea is afkomstig van het Oudgriekse 'Περσεα', een naam die door Theophrastus en Hippocrates werd gebruikt voor een onbekende Egyptische boom, mogelijk Cordia myxa of een Mimusops-soort. De soortaanduiding indica is Latijn voor 'van India'.

## Kenmerken
Persea indica is een groenblijvende boom die tot 30 m hoog wordt. Het hout is hard en roodbruin. De bladeren zijn tot 20 cm lang en 8 cm breed, langwerpig tot lancetvormig van vorm, met een stompe top, een zeer opvallende hoofdnerf en talrijke, regelmatig geplaatste zijnerven, zonder klieren op de onderzijde. Voor het afvallen zijn zij felrood gekleurd.
De bloemen zijn tweeslachtig, geelgroen gekleurd, en staan in kleine trossen aan de uiteinden van de takken. Het bloemdek is diep ingesneden en zesdelig.
De vruchten zijn vlezige, tot 2 cm grote olijfachtige bessen, die aanvankelijk grijsgroen en bij rijpheid blauwzwart worden.
De plant bloeit van maart tot september.

## Habitat en verspreiding
Persea indica is endemisch in Macaronesië, waar deze voorkomt op de westelijke Canarische Eilanden (La Palma, La Gomera, El Hierro, Tenerife en Gran Canaria), Madeira en de Azoren.
De boom komt voor in subtropische bossen met een hoge relatieve luchtvochtigheid. Hij is kenmerkend voor en abundant in het Canarische en Madeira-laurierbos (laurisilva) en komt daar voor in het gezelschap van Laurus novocanariensis, Laurus azorica, Ocotea foetens en Apollonias barbujana.

## Economisch belang
Het roodbruine hout van Persea indica staat bekend onder de naam Madeira-mahonie en wordt gebruikt in de scheepsbouw en de meubelmakerij.
De boom levert ook een natuurgeneesmiddel tegen huidinfecties.